# Melissodes dentiventris
Melissodes dentiventris är en biart som beskrevs av Smith 1854. Melissodes dentiventris ingår i släktet Melissodes och familjen långtungebin. Inga underarter finns listade i Catalogue of Life.

## Bildgalleri

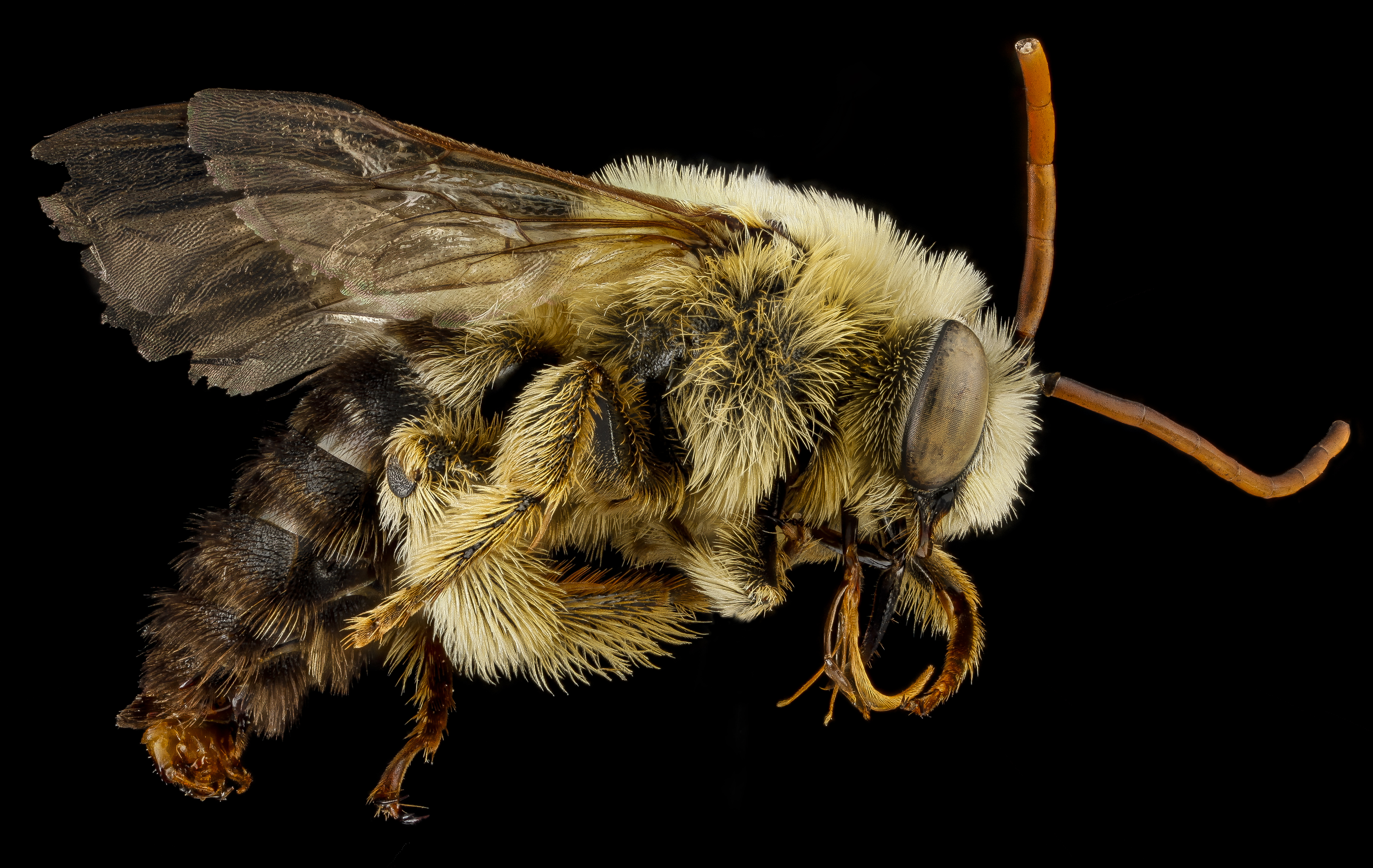